# Acer okamotoi
Acer okamotoi — вид клена, ендемік Кореї. Згідно з Catalogue of Life таксон є синонімом до Acer pictum subsp. okamotoanum (Nakai) H. Ohashi.